# Dorotea di Schleswig-Holstein-Sonderburg-Beck
Dorotea di Schleswig-Holstein-Sonderburg-Beck Sonderburg-Beck, anche nota come Dorothea von Holstein-Beck e Dorothea von Ziedewitz (Augustenborg, 24 novembre 1685 – Stäflö, 25 dicembre 1761), è stata una principessa danese.

## Famiglia
Dorothea era la maggiore dei tredici figli del duca Federico Luigi di Schleswig-Holstein-Sonderburg-Beck e di sua moglie, Luisa Carlotta di Schleswig-Holstein-Sonderburg-Augustenburg.
Di tutti i figli della coppia, solo sette raggiunsero l'età adulta: Federico Guglielmo II, che ereditò Beck alla morte del padre; Carlo Luigi, poi marito della contessa Anna Orzelska che ereditò Beck alla morte del figlio del fratello maggiore; Filippo Guglielmo che morì senza eredi nel 1729; Luisa Albertina che sposò il conte di Seeguth-Stanislawsky; Pietro Augusto, che ereditò Beck dal fratello maggiore; Sofia Enrichetta, Burgravia e contessa di Dohna-Schlobitten; e Carlotta, badessa di Quedlinburg.

## Vita
A Reinfeld il 17 aprile 1709, Dorotea sposò il margravio Giorgio Federico Carlo di Brandeburgo-Bayreuth, al quale diede cinque figli, due maschi e tre femmine.
Quest'unione, però, risultò totalmente infelice. Nel 1716 ella venne accusata di adulterio ed imprigionata a Norimberga; otto anni dopo, nel 1724, il matrimonio tra i due venne formalmente disciolto, ma Dorotea rimase in prigione. Nel 1726, il suo ex marito ascese al trono e solo dopo la morte di questi, nel 1735, le venne consentito dal figlio di essere liberata.
Data ufficialmente per morta, ella si recò in Svezia dove visse con il nome di Dorothea von Ziedewitz, dapprima come ospite del governatore di Brema e poi a Kalmar, ed infine presso la famiglia Lewenhaupt a Stäflö dove morì all'età di 76 anni.

## Discendenza
1. Sofia Cristiana Luisa (4 gennaio 1710-13 giugno 1739), sposò il principe Alessandro Ferdinando di Thurn und Taxis;
2. Federico (10 maggio 1711-26 febbraio 1763);
3. Guglielmo Ernesto (26 luglio 1712-7 novembre 1733);
4. Sofia Carlotta Albertina (27 luglio 1713-2 marzo 1747), sposò il duca Ernesto Augusto I di Sassonia-Weimar;
5. Sofia Guglielmina (8 luglio 1714-7 settembre 1749), sposò il principe Carlo Edzardo della Frisia orientale.

## Ascendenza
|                                                              |                                             |                                                     | Genitori                                  |  |  | Nonni |  |  | Bisnonni                                    |  |  | Trisnonni                                 |  |
|                                                              |                                             |                                                     |                                           |  |  |       |  |  | Alessandro di Schleswig-Holstein-Sonderburg |  |  | Giovanni di Schleswig-Holstein-Sonderburg |  |
|                                                              |                                             |                                                     |                                           |  |  |       |  |  | Alessandro di Schleswig-Holstein-Sonderburg |  |  | Giovanni di Schleswig-Holstein-Sonderburg |  |
|                                                              |                                             | Elisabetta di Brunswick-Grubenhagen                 |                                           |  |  |       |  |  | Alessandro di Schleswig-Holstein-Sonderburg |  |  |                                           |  |
| Augusto Filippo di Schleswig-Holstein-Sonderburg-Beck        |                                             |                                                     |                                           |  |  |       |  |  | Alessandro di Schleswig-Holstein-Sonderburg |  |  |                                           |  |
|                                                              |                                             | Dorotea di Schwarzburg-Sondershausen                | …                                         |  |  |       |  |  |                                             |  |  |                                           |  |
|                                                              |                                             | Dorotea di Schwarzburg-Sondershausen                | …                                         |  |  |       |  |  |                                             |  |  |                                           |  |
|                                                              |                                             | Dorotea di Schwarzburg-Sondershausen                | …                                         |  |  |       |  |  |                                             |  |  |                                           |  |
| Federico Luigi di Schleswig-Holstein-Sonderburg-Beck         |                                             | Dorotea di Schwarzburg-Sondershausen                |                                           |  |  |       |  |  |                                             |  |  |                                           |  |
|                                                              |                                             | Guglielmo Luigi di Nassau-Saarbrücken               | Luigi II di Nassau-Weilburg               |  |  |       |  |  |                                             |  |  |                                           |  |
|                                                              |                                             | Guglielmo Luigi di Nassau-Saarbrücken               | Luigi II di Nassau-Weilburg               |  |  |       |  |  |                                             |  |  |                                           |  |
|                                                              |                                             | Guglielmo Luigi di Nassau-Saarbrücken               | Anna Maria d'Assia-Kassel                 |  |  |       |  |  |                                             |  |  |                                           |  |
| Maria Sibilla di Nassau-Saarbrücken                          |                                             | Guglielmo Luigi di Nassau-Saarbrücken               |                                           |  |  |       |  |  |                                             |  |  |                                           |  |
|                                                              |                                             | Anna Amalia di Baden-Durlach                        | Giorgio Federico di Baden-Durlach         |  |  |       |  |  |                                             |  |  |                                           |  |
|                                                              |                                             | Anna Amalia di Baden-Durlach                        | Giorgio Federico di Baden-Durlach         |  |  |       |  |  |                                             |  |  |                                           |  |
|                                                              |                                             | Anna Amalia di Baden-Durlach                        | …                                         |  |  |       |  |  |                                             |  |  |                                           |  |
| Dorotea di Schleswig-Holstein-Sonderburg-Beck                |                                             | Anna Amalia di Baden-Durlach                        |                                           |  |  |       |  |  |                                             |  |  |                                           |  |
|                                                              | Alessandro di Schleswig-Holstein-Sonderburg | Giovanni di Schleswig-Holstein-Sonderburg           |                                           |  |  |       |  |  |                                             |  |  |                                           |  |
|                                                              | Alessandro di Schleswig-Holstein-Sonderburg | Giovanni di Schleswig-Holstein-Sonderburg           |                                           |  |  |       |  |  |                                             |  |  |                                           |  |
|                                                              | Alessandro di Schleswig-Holstein-Sonderburg | Elisabetta di Brunswick-Grubenhagen                 |                                           |  |  |       |  |  |                                             |  |  |                                           |  |
| Ernest Gunther di Schleswig-Holstein-Sonderburg-Augustenburg | Alessandro di Schleswig-Holstein-Sonderburg |                                                     |                                           |  |  |       |  |  |                                             |  |  |                                           |  |
|                                                              |                                             | Dorotea di Schwarzburg-Sondershausen                | …                                         |  |  |       |  |  |                                             |  |  |                                           |  |
|                                                              |                                             | Dorotea di Schwarzburg-Sondershausen                | …                                         |  |  |       |  |  |                                             |  |  |                                           |  |
|                                                              |                                             | Dorotea di Schwarzburg-Sondershausen                | …                                         |  |  |       |  |  |                                             |  |  |                                           |  |
| Luisa Carlotta di Schleswig-Holstein-Sonderburg-Augustenburg |                                             | Dorotea di Schwarzburg-Sondershausen                |                                           |  |  |       |  |  |                                             |  |  |                                           |  |
|                                                              |                                             | Filippo di Schleswig-Holstein-Sonderburg-Glücksburg | Giovanni di Schleswig-Holstein-Sonderburg |  |  |       |  |  |                                             |  |  |                                           |  |
|                                                              |                                             | Filippo di Schleswig-Holstein-Sonderburg-Glücksburg | Giovanni di Schleswig-Holstein-Sonderburg |  |  |       |  |  |                                             |  |  |                                           |  |
|                                                              |                                             | Filippo di Schleswig-Holstein-Sonderburg-Glücksburg | Elisabetta di Brunswick-Grubenhagen       |  |  |       |  |  |                                             |  |  |                                           |  |
| Augusta di Schleswig-Holstein-Sonderburg-Glücksburg          |                                             | Filippo di Schleswig-Holstein-Sonderburg-Glücksburg |                                           |  |  |       |  |  |                                             |  |  |                                           |  |
|                                                              |                                             | Sofia Edvige di Sassonia-Lauenburg                  | Francesco II di Sassonia-Lauenburg        |  |  |       |  |  |                                             |  |  |                                           |  |
|                                                              |                                             | Sofia Edvige di Sassonia-Lauenburg                  | Francesco II di Sassonia-Lauenburg        |  |  |       |  |  |                                             |  |  |                                           |  |
|                                                              |                                             | Sofia Edvige di Sassonia-Lauenburg                  | …                                         |  |  |       |  |  |                                             |  |  |                                           |  |
|                                                              |                                             | Sofia Edvige di Sassonia-Lauenburg                  |                                           |  |  |       |  |  |                                             |  |  |                                           |  |